# 東俣町 (鹿児島市)
東俣町（ひがしまたちょう）は、鹿児島県鹿児島市の町。旧薩摩国日置郡郡山郷東俣村、日置郡郡山村大字東俣、日置郡郡山町大字東俣。郵便番号は891-1102。人口は1,266人、世帯数は645世帯（2020年4月1日現在）。面積は6.2平方キロメートル。

## 地理
鹿児島市北西部に位置し、甲突川水系川田川中流域に所在する。川田川流域に水田が多くあり、町域の南東には三重岳が聳える。東西の山麓や山間に集落が点在している。
町域を南北に鹿児島県道211号小山田川田蒲生線が通り、東西に鹿児島県道40号伊集院蒲生溝辺線が通っている。北方には花尾町、南方に川田町、東方に皆与志町、本名町、西方に油須木町、小山田町が接している。また、町域の中央部に東俣幼稚園、南部に東俣郵便局、一之宮神社、スパランド裸・楽・良がある。
また、辺地に係る公共的施設の総合整備のための財政上の特別措置等に関する法律に基づき東俣町の全域が「東俣辺地」に指定されている。

### 河川
- 甲突川水系川田川

## 歴史

### 東俣の成立
東俣という地名は南北朝期より見え、薩摩国満家院のうちであり、東俣名（名田）であった。
1195年（建久6年）の「加治木氏系図」に加治木八郎親平が四男業平に東俣などを分割して譲ったと記載されており、2年後の1197年（建久8年）の図田帳には業平は満家院の郡司として記載されている。その後加治木氏は承久の乱で没落したため、税所氏が満家院の郡司を引き継いだが、税所氏の勢力が後退すると島津氏の支配下に置かれるようになった。

### 江戸時代の東俣
江戸期には薩摩国日置郡郡山郷（外城）のうちであり、村高は「天保郷帳」では2,121石余、「郡山郷土史」によると明治初年には1,184石余であった。古くは厚地（現在の花尾町）、柚須木も東俣のうちに含まれており、江戸時代の前期から中期にかけて東俣村から分村し、柚須木村と厚地村として設置されたとされる。また同時期に村高が400石余増加したという記録がある。
東俣には御茶屋と呼ばれる藩主の休憩宿泊所が置かれており、島津斉宣が利用したという記録が残っている。

### 明治時代の東俣
明治5年に大区小区制が公布され、これに伴い郡山郷の区域が第21大区となり東俣村は第2小区となった。1878年（明治11年）には郡区町村編制法が施行され日置郡の管轄下となり、東俣にも戸長役場が設置され、1882年（明治15年）に川田村と厚地村の戸長役場を東俣村の戸長役場に統合し、1884年（明治17年）にはさらに統合され、東俣村の戸長役場は郡山村の戸長役場（郡山村、柚須木村、西俣村）に統合された。
1887年（明治20年）には東俣に東俣村、川田村、厚地村を管轄区域とする市来警察署伊集院分署の東俣巡査駐在所が設置された。その後変遷を経て2015年（平成27年）に郡山駐在所と小山田駐在所と統合し郡山交番が郡山町に設置されるまで東俣に駐在所が設置されていた。
1889年（明治22年）には町村制が施行されたのに伴い、それまで郡山郷を構成していた厚地村、東俣村、川田村、油須木村、郡山村、西俣村の6村を合併し郡山村が自治体として発足した。これに伴いそれまでの東俣村は郡山村の大字「東俣」となった。

### 南方小学校を巡る対立と分村騒動
1879年（明治12年）頃には東俣の中央部に東俣小学が設置されていたと記録されており、1885年（明治18年）には川田村にあった川田小学を合併している。1887年（明治20年）に小学校令が施行されたため東俣簡易科小学校となった。その後1892年（明治25年）に厚地簡易科小学校と合併し、大字厚地、大字川田、大字東俣を学区とする南方尋常小学校が3大字のほぼ中央部に設置された。
大正に入り南方小学校は生徒数が増加したため、校舎の増築か敷地の移転を検討する必要が生じた。この際に移転候補地として湯屋原地区が挙げられたが、通学距離が遠くなる大字厚地の北部の岩戸、茄子田の集落が移転の反対に強力に反対し、その結果校区民大会では多様な案が出され収拾がつかななくなったと鹿児島朝日新聞で報道された。また、分立の案も提案され、これに反対する生徒による同盟休校（ストライキ）が発生した。
その後南方と花尾の2校分離案派と南方1校維持増設案派が学区外の村議会議員を巻き込んだ形で対立を極め、1917年（大正6年）に父兄会において投票が行われ1校維持増築案派が多数となり、1校維持増築案派が郡山村長に実行を求めたがこれの処理に窮して辞表を提出するに至った。これに伴って助役が臨時村会で本件の可否を採ったところ、2校分立派が多数となったが以降も両派の対立が激化していき、1校維持増設案派が多くを占める大字東俣は郡山村から分離して隣接する伊敷村への編入することを鹿児島県に申請する事態にまで発展したが、県からは却下された。
最終的には村の有力者であり村会議員であった成尾庄之焏の説得により2校分離とすることになった。1920年（大正9年）に厚地に花尾尋常小学校として新設された。

### 昭和以後の東俣
1928年（昭和3年）頃には製糸工場が地内に設立された。当時郡山村では唯一の本格的な工場であったが、昭和恐慌の煽りを受け1933年（昭和8年）には閉鎖されたといわれている。
1956年（昭和31年）郡山村が下伊集院村の一部を編入すると同時に町制施行し郡山町となり、郡山町の大字となった。
1993年（平成5年）に郡山町は東俣の区域内に「人・物・情報三つの拠点づくり」を設立目的に総合運動公園を建設する事業に着手し、1994年（平成6年）に起工式が行われ、1997年（平成9年）に町制施行40周年に合わせ総合運動公園の落成式が行われ、2000年（平成12年）に温泉活用型施設が「スパランド裸・楽・良」としてオープンした。
2004年（平成16年）11月1日に郡山町が吉田町、松元町、喜入町、桜島町と共に鹿児島市に編入された。合併に際して設置された法定合併協議会である鹿児島地区合併協議会における協議によって、郡山町の区域の大字については「字の区域を廃止し、当該廃止された字の区域に相当する区域により新たに町の区域を設定し、その名称については表示案に基づき、各町の意向を尊重し合併までに調整するものとする」と協定された。
前述の協定に基づいて、合併前の10月26日に鹿児島県の告示である「 町の区域の設定及び字の廃止」が鹿児島県公報に掲載された。この告示の規定に基づき、それまでの大字東俣は廃止され、大字東俣の全域を以て新たに鹿児島市の町「東俣町」が設置された。

## 文化財

### 市指定
2020年4月1日現在の鹿児島市指定の文化財は以下のとおりである。
- 西上の太鼓踊り（無形民俗文化財）

## 人口
以下の表は国勢調査による小地域集計が開始された1995年以降の人口の推移である。
| 年                 | 人口  |
| ------------------ | ----- |
| 1995年（平成7年）  | 1,289 |
| 2000年（平成12年） | 1,293 |
| 2005年（平成17年） | 1,239 |
| 2010年（平成22年） | 1,351 |
| 2015年（平成27年） | 1,277 |

## 施設

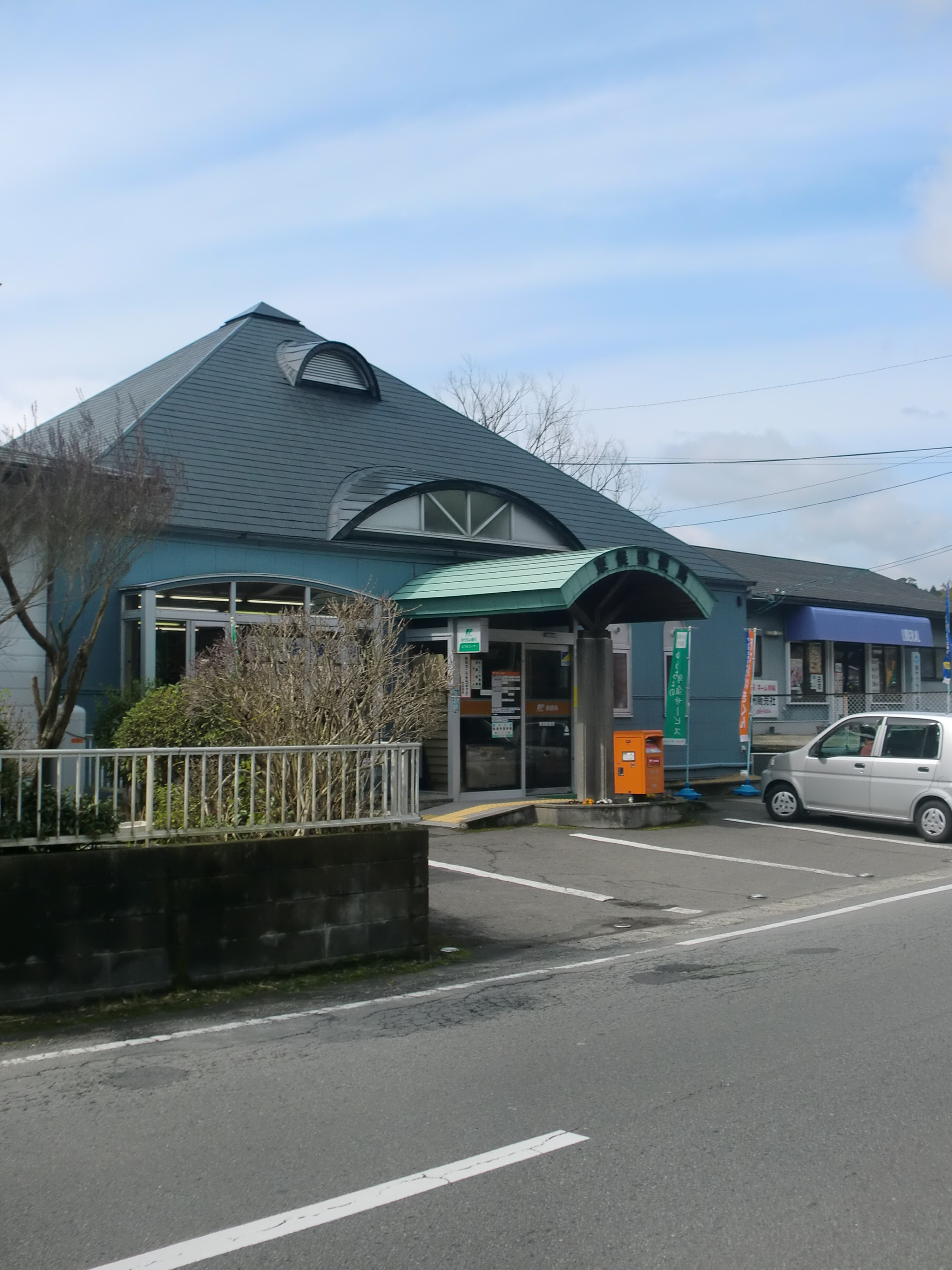
東俣郵便局

### 公共
- スパランド裸・楽・良（2000年（平成12年）開業[25]）
- 総合運動場多目的競技場（1997年（平成9年）供用開始[25]）

### 教育
- 東俣幼稚園（1979年（昭和54年）設置[36]）

### 郵便局
- 東俣郵便局

### 寺社
- 一之宮神社（創建年代不明）
島津忠久、丹波局、惟宗廣言などを祀る[37][38]。正確な創建年代は不明だが15世紀初めには創建されていたとされる[38]。1726年（享保11年）に島津継豊によって再興され、1786年（天明6年）に島津重豪が修造したという記録が残っている[37]。

## 小・中学校の学区
市立小・中学校の学区（校区）は以下の通りである。校区未設定区域については問い合わせが必要である。
| 町丁   | 番・番地            | 小学校               | 中学校               |
| ------ | ------------------- | -------------------- | -------------------- |
| 東俣町 | 1613-1681           | 鹿児島市立郡山小学校 | 鹿児島市立郡山中学校 |
| 東俣町 | 2606-2657           | 鹿児島市立花尾小学校 | 鹿児島市立郡山中学校 |
| 東俣町 | 1527-1612 1682-1720 | 未設定区域           | 鹿児島市立郡山中学校 |
| 東俣町 | 上記を除く全域      | 鹿児島市立南方小学校 | 鹿児島市立郡山中学校 |

## 交通
1877年（明治10年）頃には既に中川村から有屋田村、郡山村、東俣村を経て吉田村に至る吉田往還が整備されており、このルートは現在の鹿児島県道40号伊集院蒲生溝辺線の一部にあたる。1934年（昭和9年）の資料ではこの路線が「伊集院蒲生線」として県道に指定されていると記載されており、この時点では工事中であるがほぼ完成に近いと記載されている。なおこの路線は1958年（昭和33年）に一般県道「蒲生伊集院線」として認定され、1993年（平成5年）に主要地方道となり、翌年1994年（平成6年）に主要地方道「伊集院蒲生溝辺線」となった。2003年（平成15年）には油須木町から東俣町に至る東俣バイパスが開通した。
1927年（昭和2年）には、村道厚地線として伊敷村小山田の塚田から東俣を経て厚地に至る路線の建設に着手した。このルートは現在の鹿児島県道211号小山田川田蒲生線の一部に当たる。

### 道路
一般県道
- 鹿児島県道40号伊集院蒲生溝辺線
- 鹿児島県道211号小山田川田蒲生線